# Michael Thwaite

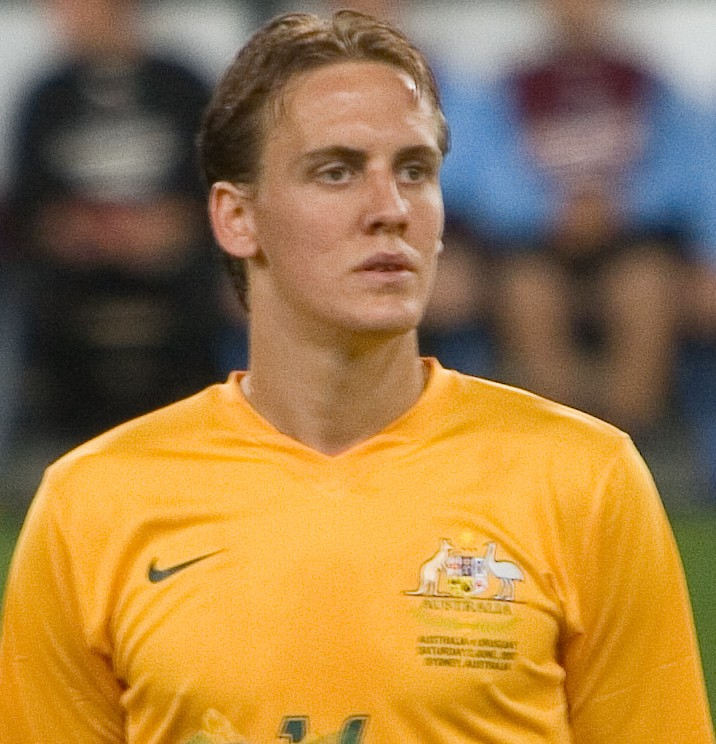
Thwaite als speler van het Australisch elftal

Michael Thwaite (Cairns, 2 mei 1983) is een Australisch voetballer. Hij staat sinds 2009 als verdediger onder contract bij Gold Coast United. Vanaf 1 juni 2012 zal hij echter uitkomen voor Perth Glory.

## Clubvoetbal
Thwaite begon met clubvoetbal bij Sydney University in 2002. Van 2002 tot 2004 speelde hij met Marconi Stallions in de National Soccer League. Na twee seizoenen bij het Roemeense FC Naţional Bucureşti (2004-2006) kwam de verdediger in 2006 bij Wisła Kraków. In januari 2008 werd Thwait gecontracteerd door SK Brann, dat hem voor het seizoen 2008/2009 verhuurde aan Melbourne Victory.

## Nationaal elftal
Thwaite debuteerde op 9 oktober 2005 in het Australisch nationaal elftal in de oefenwedstrijd tegen Jamaica. Hij behoorde tot de selectie voor de play-off voor het WK 2006 tegen Uruguay in november 2005, maar de verdediger kwam niet tot spelen. Thwaite werd niet geselecteerd voor het WK 2006, maar hij behoorde een jaar later wel tot de selectie voor de Azië Cup 2007, het eerste Aziatische toernooi waaraan Australië deelnam na de overstap van de OFC naar de AFC in januari 2007.